# Don Dracula
Don Dracula (jap. ドン・ドラキュラ Don Dorakyura) – manga autorstwa Osamu Tezuki, publikowana na łamach magazynu „Shūkan Shōnen Champion” wydawnictwa Akita Shoten od maja do grudnia 1979. Na jej podstawie powstał serial anime, który emitowano od 5 do 26 kwietnia 1982.

## Fabuła
Po kilku latach życia w Transylwanii, hrabia Dracula przeniósł się do Japonii. W tokijskiej dzielnicy Nerima, razem ze swoją córką Chocolą i wiernym sługą Igorem, kontynuuje życie w zamku.
Podczas gdy Chocola uczęszcza na wieczorowe zajęcia w gimnazjum Matsutani, Dracula desperacko pragnie wypić krew pięknych dziewic – odpowiedniego posiłku dla wampira jego klasy. Jednak każdej nocy, gdy wychodzi na łowy, zostaje wplątany w jakąś awanturę, przez co sprawia różne kłopoty miejscowym mieszkańcom. Ponieważ w Japonii nikt nie wierzy w wampiry, jego obecność wywołuje zamieszanie wśród ludzi.
Slapstickowa komedia o dumnym wampirze przystosowującym się do życia w Japonii jest wzbogacona przez profesora Hellsinga – od dziesięciu lat nemezis Draculi – który również przybył do Japonii, by go zgładzić. Niestety, ma tragiczną wadę: cierpi na hemoroidy. Dodatkowo, Draculi nie daje spokoju Blonda – pierwsza kobieta, której krew udało mu się wypić po przybyciu do Japonii. Ponieważ Blonda ma twarz, którą tylko matka mogłaby pokochać, Dracula chce uciec od niej jak najdalej.

## Bohaterowie
- Don Dracula (jap. ドン・ドラキュラ Don Dorakyura)

Seiyū: Kenji Utsumi 
- Chocola (jap. チョコラ Chokora)

Seiyū: Saeko Shimazu 
- Nobuhiko Ōbayashi (jap. 大林ノブヒコ Ōbayashi Nobuhiko)

Seiyū: Michie Kita 
- Rip van Helsing (jap. リップ・ヴァン・ヘルシング Rippu vu~an Herushingu)

Seiyū: Saeko Shimazu 
- Igor (jap. イゴール Igōru)

Seiyū: Takao Ōyama 
- Blonda (jap. ブロンダ Buronda)

Seiyū: Tomie Kataoka 

## Manga
Seria była publikowana w magazynie „Shūkan Shōnen Champion” od 28 maja do 10 grudnia 1979. Wydawnictwo Akita Shoten zebrało jej rozdziały w 3 tankōbonach, wydawanych od 5 lutego do 9 kwietnia 1980.
| Nr | Data wydania (język japoński) | ISBN (język japoński)  |
| -- | ----------------------------- | ---------------------- |
| 1  | 5 lutego 1980                 | ISBN 978-4-253-03678-8 |
| 2  | 4 marca 1980                  | ISBN 978-4-253-03679-5 |
| 3  | 9 kwietnia 1980               | ISBN 978-4-253-03680-1 |

## Anime
Adaptacja anime została wyprodukowana przez studio Tezuka Productions i wyreżyserowana przez Masamune Ochiaia. Była emitowana na antenie TV Tokyo od 5 do 26 kwietnia 1982 i liczyła łącznie 8 odcinków. Motyw otwierający, „Paradise Dracula” (jap. パラダイスドラキュラ Paradaisu Dorakyura), wykonali Kenji Utsumi & Koorogi '73, natomiast końcowy, „Otōsan wa kyūketsuki” (jap. お父さんは吸血鬼), zaśpiewała Yoshimi Niikura.